# Шандру (Муреш)
Шандру (рум. Șandru) насеље је у Румунији у округу Муреш у општини Папиу Илариан. Oпштина се налази на надморској висини од 322 m.

## Становништво
Према подацима из 2011. године у насељу је живело 2 становника.